# Вулиця Барвінських (Львів)
Ву́лиця Барві́нських — невелика вулиця в Личаківському районі міста Львова, місцевість Личаків, що бере свій початок від вулиці Довбуша та прямує Знесінням до Львівської обласної дитячої клінічної лікарні «Охматдит», що розташована на вулиці Лисенка, 31.

## Історія
Вулиця виникла у другій половині 40-х років XIX століття під назвою Святого Войцеха бічна через близьке розташування до костелу святого Войцеха, спорудженого 1607 року під Змієвою горою. До 1840-х років на місці вулиці проходила стежка-межа між суміжними ділянками, її позначено на плані Львова 1841 року. Але вже на плані 1849 року видно невелику вулицю, обсаджену деревами, єдина будівля розташовувалася на місці сучасного будинку № 4. Паралельно вживалася інша назва вулиці — Собєщизна (На Собєщизьнє, Собєщизни), бо це були колишні маєтності королівської родини Собєських. Офіційна назва вулиця Собєщизна була закріплена за вулицею лише у 1871 році, а 1932 року її відкоригували, змінивши на вулиця Собєщизни.
За німецької окупації мала назву Фюрстенґрунд (Князівські землі), 1944 року повернена передвоєнна назва, а упродовж 1950—1993 років — Верховинська.
У 1970-х роках її продовжили схилами Змієвої гори до головного корпусу Львівської обласної дитячої клінічної лікарні «ОХМАТДИТ».
Сучасну назву вулиця отримала у 1993 році, на згадку про львівську родину Барвінських, з якої походить низка відомих українських культурних та громадських діячів XIX—XX століть і які мешкали на цій вулиці у власній садибі під № 5.

## Забудова
Вулиця Барвінських забудована здебільшого сецесійними віллами та елітними будинками першої половини XX століття у неоготичному стилі. Серед мешканців вулиці було багато урядовців та представників львівської інтелігенції.
Триповерховий трисекційний житловий будинок № 1а котеджного типу (три таунхауси) з вбудованими індивідуальними гаражними боксами, споруджений у 2013—2015 роках компанією «АВР-буд» за проєктом розробленим спеціалістами інституту проєктування «Комфортбуд». Кожен таунхаус має п'ять кімнат загальною площею 312 м².
П'ятиповерховий будинок № 2 з вбудованими приміщеннями комерційного призначення, зведений у 1990-х роках корпорацією «Карпатбуд» за проєктом архітектора Володимира Носова. Є зразком сучасної елітної житлової забудови Львова. Початково на цьому місці розміщувався пункт прийому склотари. Нині приміщення комерційного призначення орендують школа дитячого модельної агенції «Zolotarenko models» та театральна студія «Амплуа».
Будинок № 4 — триповерхова кам'яниця 1910-х років, фасад прикрашений фронтоном у стилі необароко.
Будинок № 5 — родинна садиба Барвінських, споруджена за проєктом Броніслава Бауера 1897 року, у стилі історизму. 1991 року на фасаді будинку встановлена меморіальна таблиця (скульптор Володимир Одрехівський), яка сповіщає, що тут у 1890—1963 роках мешкав композитор і піаніст Василь Барвінський. У 1980-х роках у підвалі цього будинку працював український письменник Юрій Винничук.
Комплекс з двох триповерхових будинків № 6 та № 8, зведені у 1911—1912 роках у стилі історизму з домішками елементів пізнього ренесансу, неготики, необароко, за проєктом Івана Багенського з архітектурного бюро Войцеха Дембінського та Збігнева Гедінґера. В оздобленні будинку присутні елементи модерну та неоренесансу. Замовниками будівництва виступили Ельжбета Ванда з Курмановичів і Томаш Бєнявські та Анна з Новорольських і Юзеф Чачки. На початку 1914 року власником будинку № 8 був Лешек Зайончковський, у 1920-х роках будинок у власності підприємця Юліана Блятта. Нині обидва будинки є житловими, за винятком цокольних приміщень будинку № 6, де діє стоматологічна клініка «Dentorus».
Житловий будинок № 7, зведений 1897 року за проєктом Броніслава Бауера. Початково одноповерховий. Тут у 1900—1915 роках мешкав із сім'єю український етнограф і громадський діяч Володимир Шухевич, у 1920-х роках, під час навчання у Львівській політехніці — його онук Роман Шухевич. За польських часів тут була редакція українського часопису «Вісті з Лугу», також тут мешкав його видавець Роман Дашкевич. У 1903—1904 роках за цією адресою діяла редакція газети «Учитель». 1928 року розпочато перебудову за проєктом Олександра Пежанського. Роботи завершено лише у 1936 році під керівництвом Ярослава Фартуха. Будинок отримав другий поверх і втратив первісний фасад. В портері будинку тривалий час мешкали галицька педагогиня, науковий працівник Львівського Державного музею етнографії та художнього промислу АН УРСР Ольга Савицька з сестрою Марією.
Будинок № 9 — двоповерхова вілла 1890-х років, у стилі історизму. Збереглася засклена веранда-оранжерея. Нині тут діє ветеринарна клініка «Ековет».
Будинок № 10 — двоповерхова вілла, споруджена 1905 року за проєктом Альфреда Захаревича, для старшого скарбового радника Францішека Йоссе. Будинок зведений у стилі сецесії, стіни першого поверху оформлені бурою нетинькованою цеглою, другий поверх оздоблених сецесійним рослинним орнаментом. З нагоди 70-річчя від дня народження українського художника, педагога та громадського діяча Зеновія Флінти на фасаді будинку № 10, де він мешкав і творив у 1965—1985 роках, 8 вересня 2005 року встановлено меморіальну таблицю. Цього ж дня в приміщенні галереї «Гердан» відкрилася виставка «Львів очима Зеновія Флінти».
Будинок № 11 був зведений у 1890-х роках для баронеси Юлії Йоркаш. Первісно це була одноповерхова вілла, другий поверх надбудовано у 1960-х роках. Збереглася стара овальна номерна табличка.
Будинки № 12 та № 14 зведені на межі XIX—XX століть у стилі історизму, будинок № 14 прикрашений невеликою вежею із шпилем.
Будинок № 15 — вілла, збудована у 1891—1892 роках у швейцарському стилі, за проєктом Станіслава Кшановського. Будинок одноповерховий, з мансардним поверхом, з правого боку фасаду — пізніша двоповерхова прибудова. З боку подвір'я можна побачити ґанок з балюстрадою у стилі модерн. Нині будинок належить Згромадженню Дочок Найчистішого Серця Пресвятої Діви Марії (серцянкам безгабітовим) РКЦ.
Від 1970-х років від кінця вулиці Барвінських на місці паркової стежки проклали асфальтовану дорогу до будівлі Львівської обласної дитячої клінічної лікарні «Охматдит», що на Лисенка, 31.
Невеликий парк на південь від вулиці закладений у 1823 році.

## Транспорт
Від 16 червня 2009 року запрацював новий автобусний маршрут № 9 зі сполученням «пл. Галицька — дитяча лікарня „Охматдит“», що на вул. Лисенка, 31. Усі дні, крім неділі, для людей з особливими потребами на маршруті курсує один автобус з інтервалом руху 20 хв. Обслуговує маршрут Львівське комунальне автотранспортне підприємство. У липні 2016 року запровадили новий автобусний маршрут зі сполученням «Під Дубом — Високий Замок». Поки що він працюватиме в експериментальному режимі. Якщо ж стане рентабельним, то діятиме на постійній основі. Автобусний маршрут курсує від торгового-розважального центру «Форум Львів», що на вулиці Під Дубом, 7,, далі проспектом Чорновола і вулицями Гонти, Підвальній, Кривоноса, Барвінських, біля дитячої лікарні «Охматдит» та має кінцеву зупинку на майданчику для туристичних автобусів на Високому Замку.

## Галерея

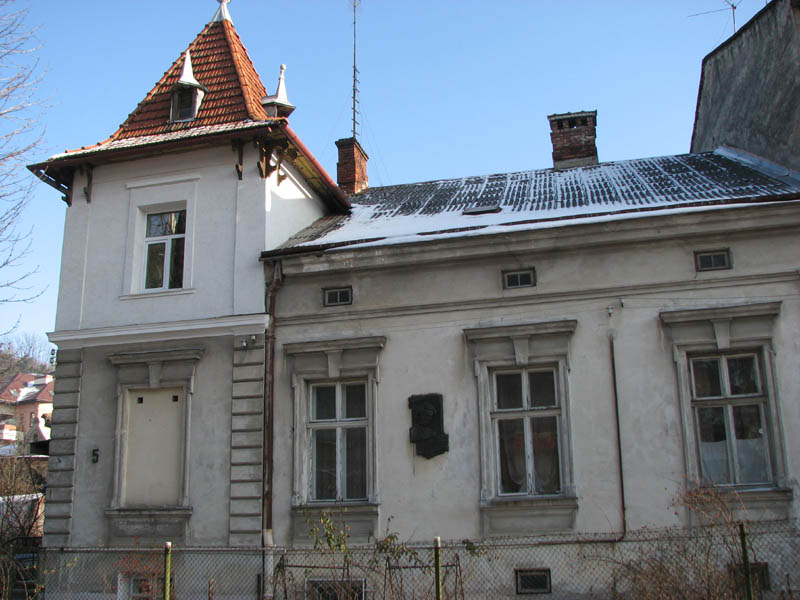
Родинна садиба Барвінських (вул. Барвінських, 5)
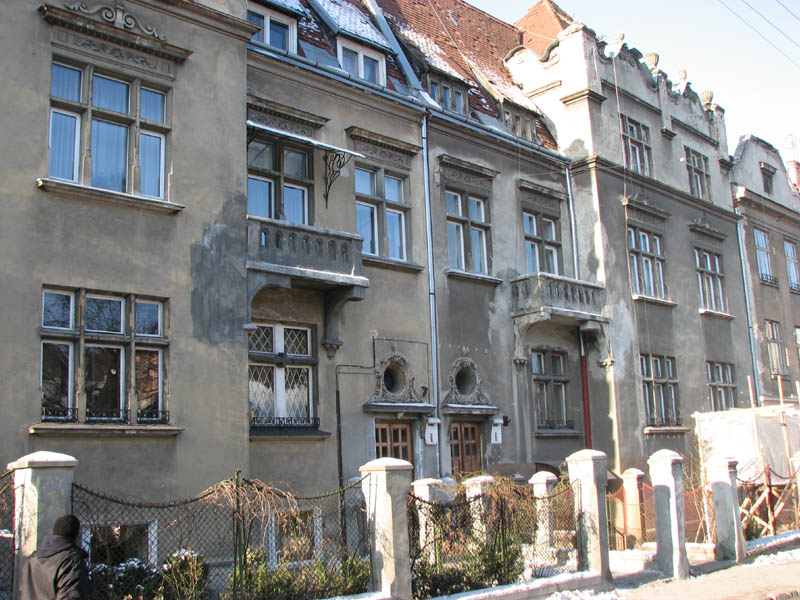
Комплекс з двох кам'яниць початку XX століття (вул. Барвінських, 6, 8)
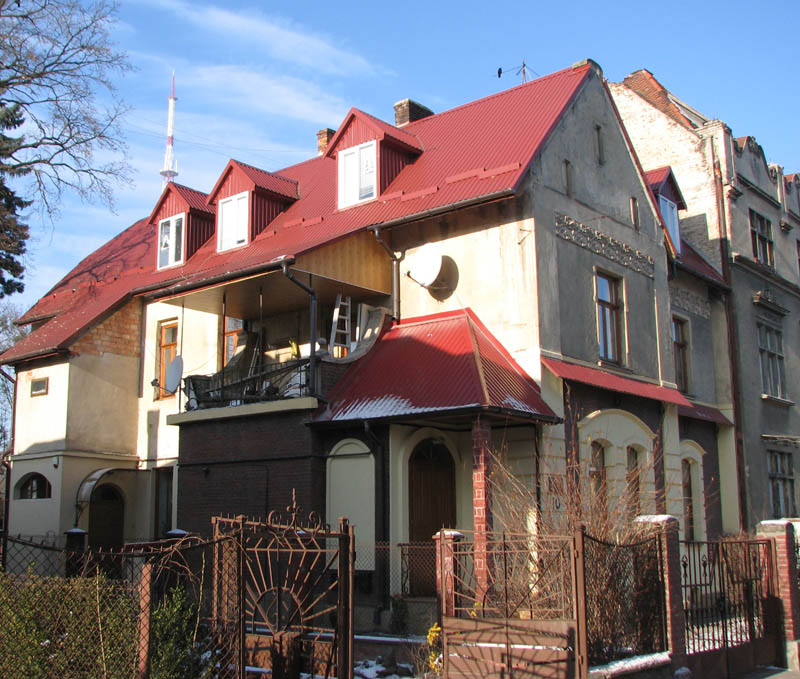
Вілла початку XX століття (вул. Барвінських, 10)
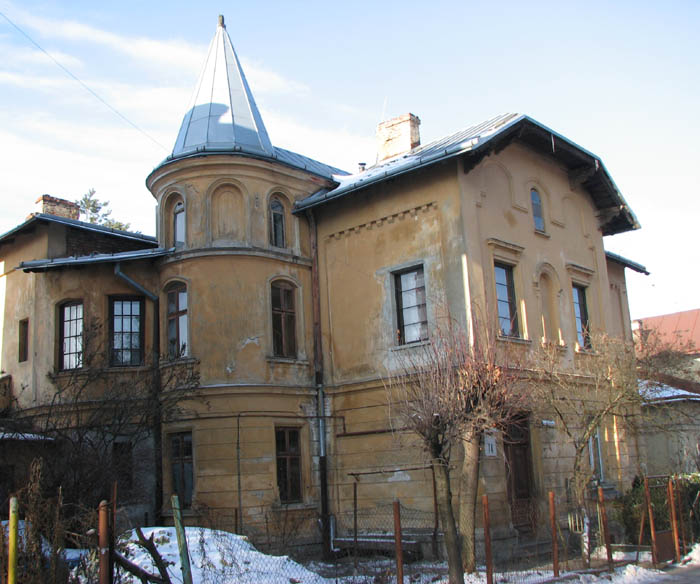
Кам'яниця початку XX століття (вул. Барвінських, 14)